# Alexander Friedman (Architekt)
Alexander Friedman (hebräisch אָלֶכְּסַנְדֶּר פְּרִידְמָן; geboren April 1905 in Marmaroschsiget, Österreich-Ungarn; gestorben 1987 in Jerusalem) war ein israelischer Architekt.

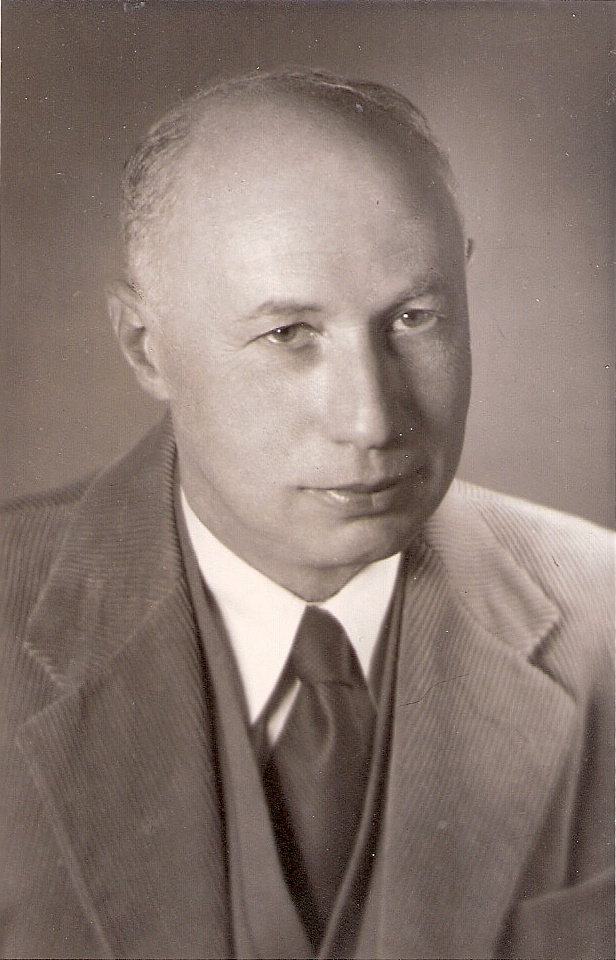
Alexander Friedman

## Leben
Alexander Friedman studierte ab 1927 Architektur in Padua und an der Regia Scuola Superiore di Architettura in Rom. Im Jahr 1933 emigrierte er nach Palästina.
Friedman arbeitete zusammen mit Meʾir Rubin (1892–1967) und schuf neben einer Vielzahl von Privathäusern und Mehrfamilienhäusern auch Bildungseinrichtungen und Synagogen. Charakteristisch für seine Gebäude sind monumentale Konstruktionen und symmetrische Linien. Mit Rubin und Eugen Stolzer (1886–1958) erhielt er 1935 den ersten Preis für den Bau der Jeschurun-Synagoge. Sein bedeutendstes Projekt war 1982 die Große Synagoge in Jerusalem.

Bauten (Ort, Baujahr)
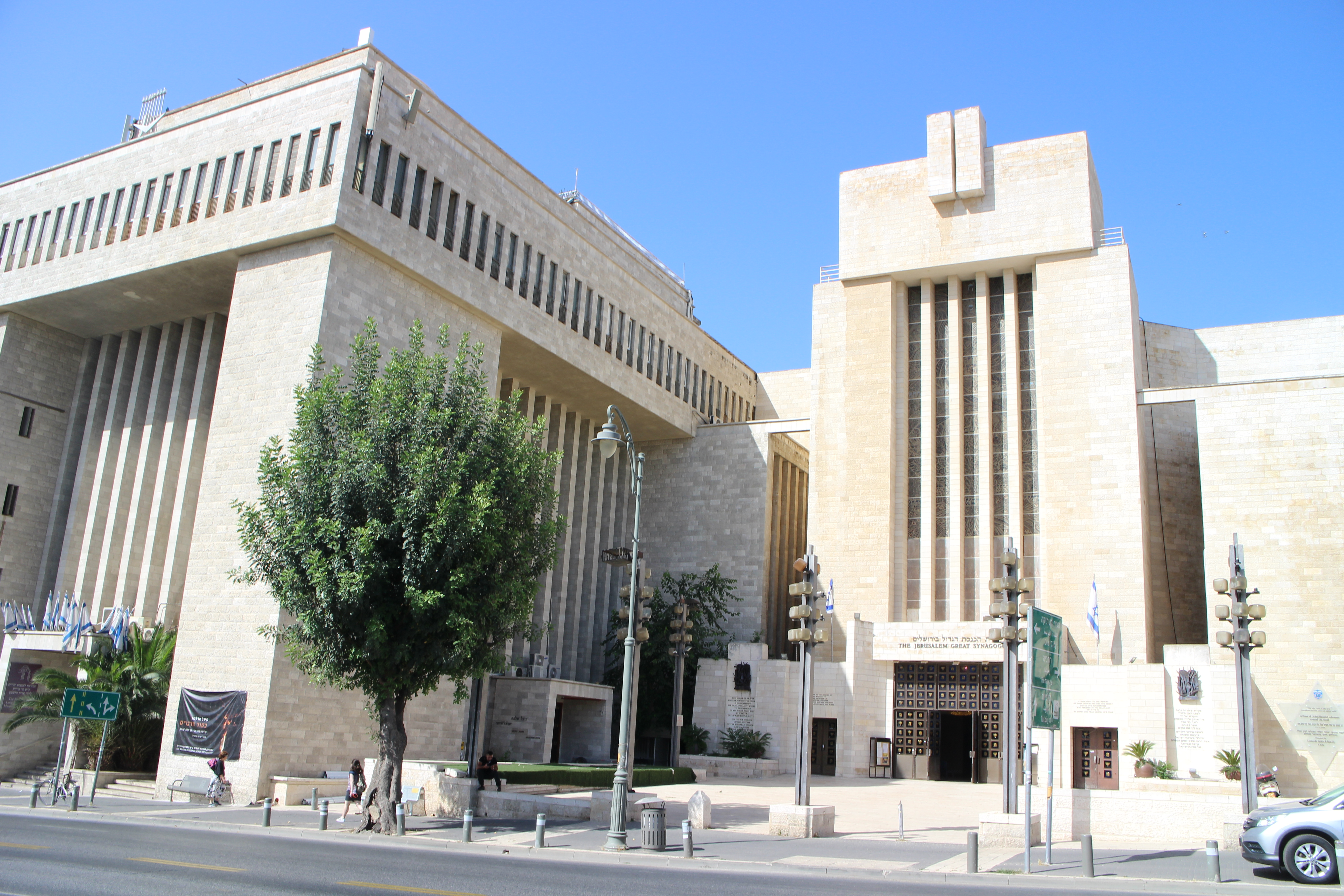
Heichal Schlomo (li., 1953–58 mit Meʾir Rubin) und Große Synagoge (re., 1982, Jerusalem)
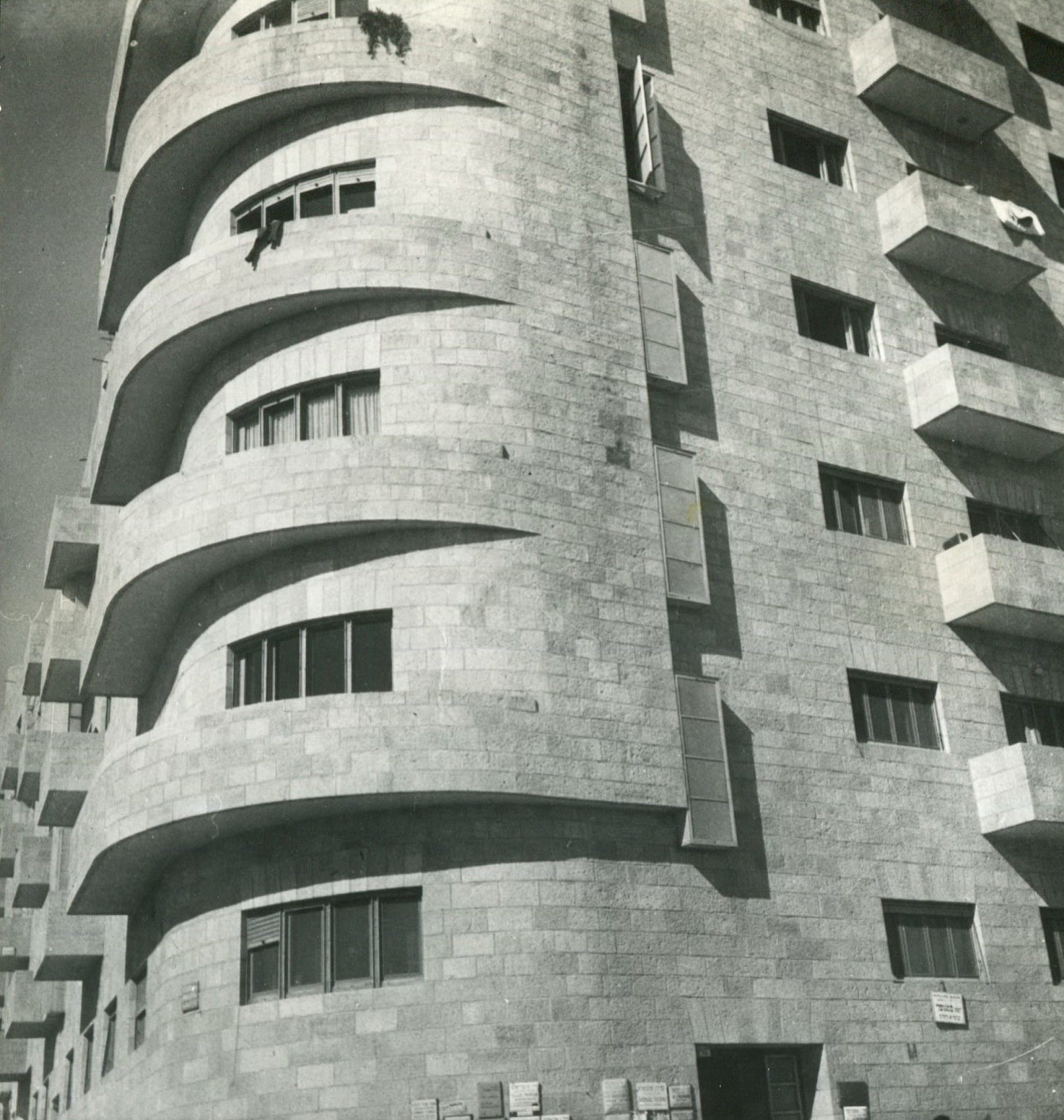
Beit haMaʿalot (Jerusalem, 1935)
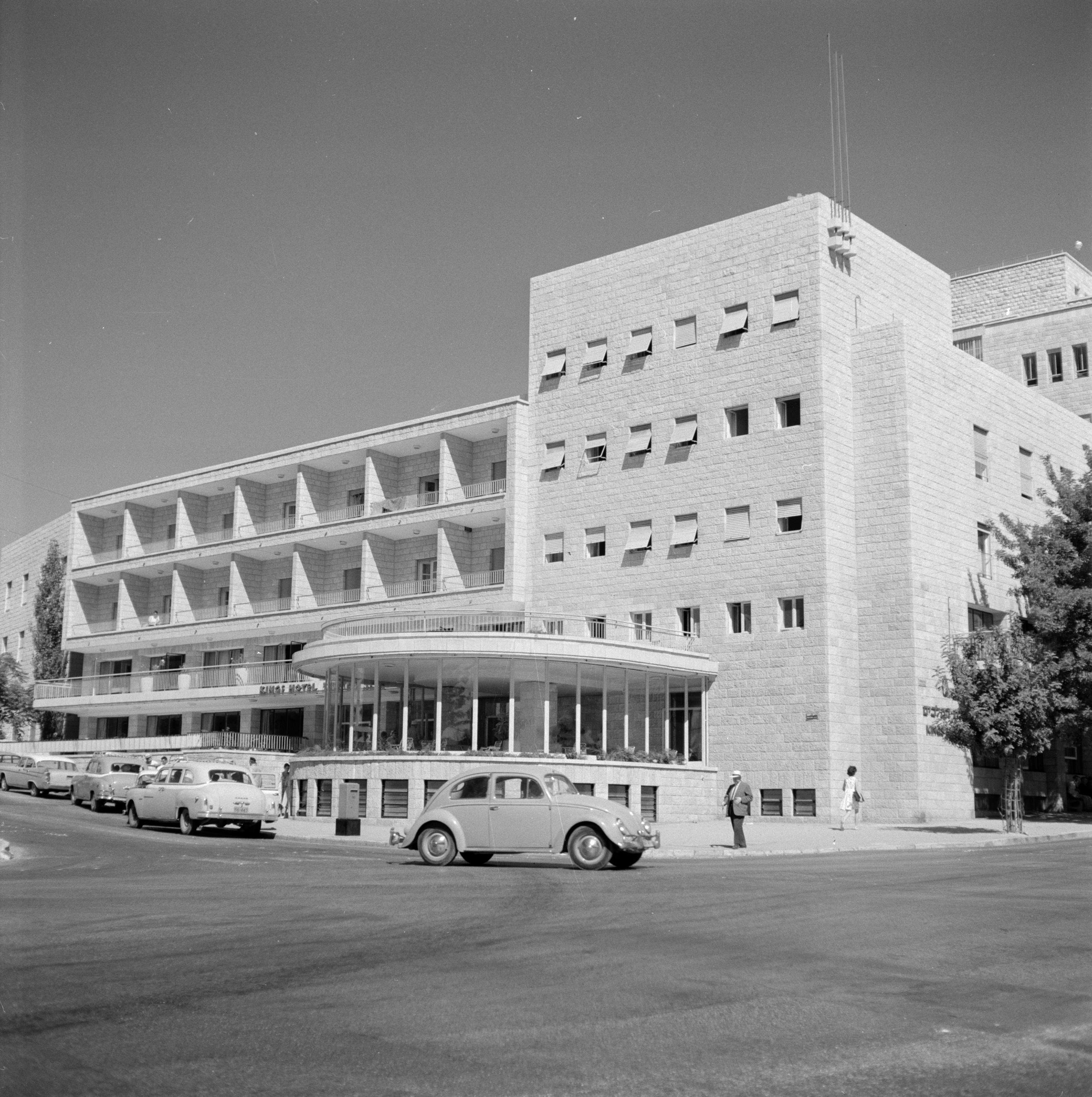
Kings Hotel (Jerusalem, 1956)
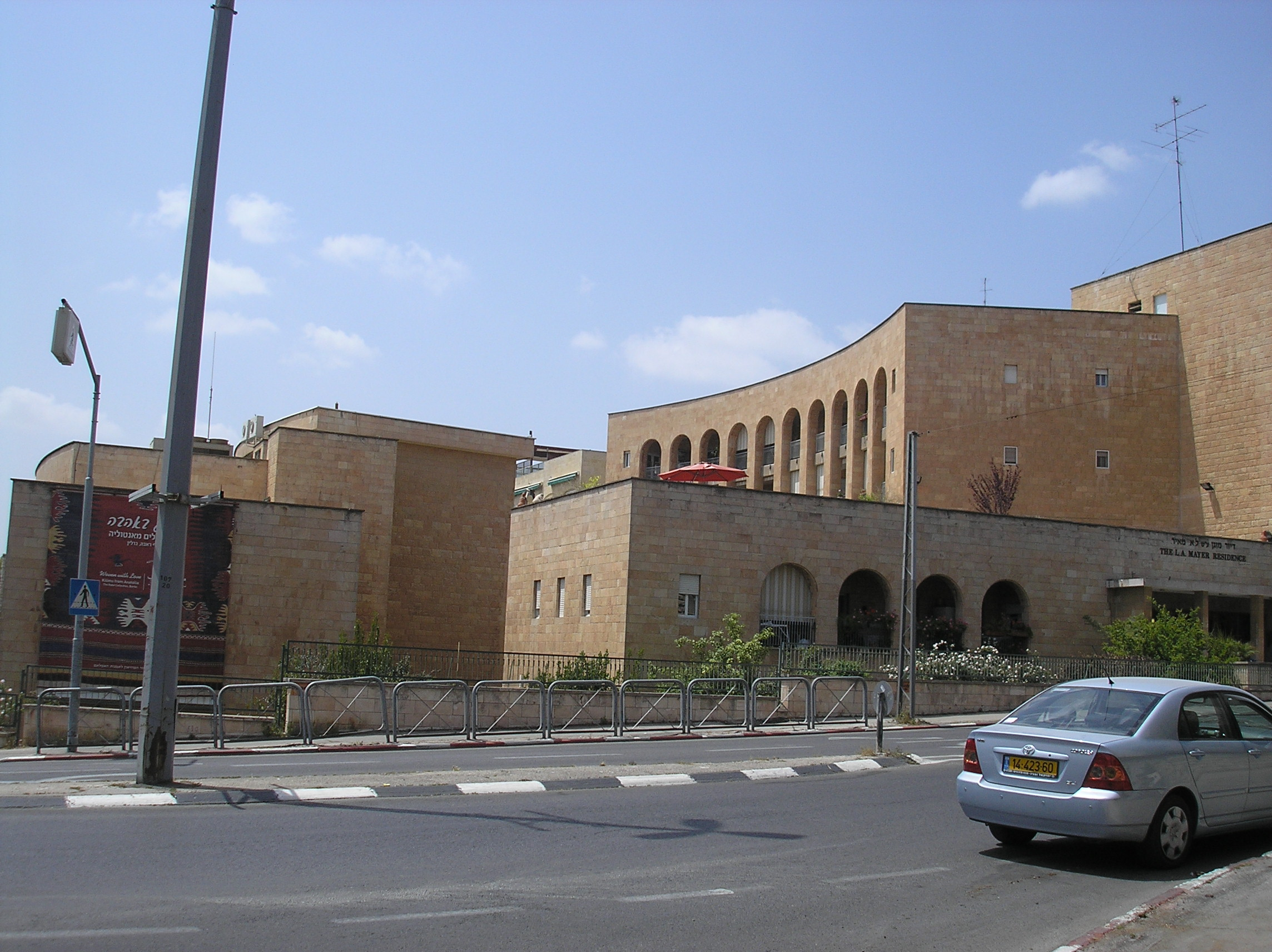
L. A. Mayer Institute (Jerusalem, 1974)
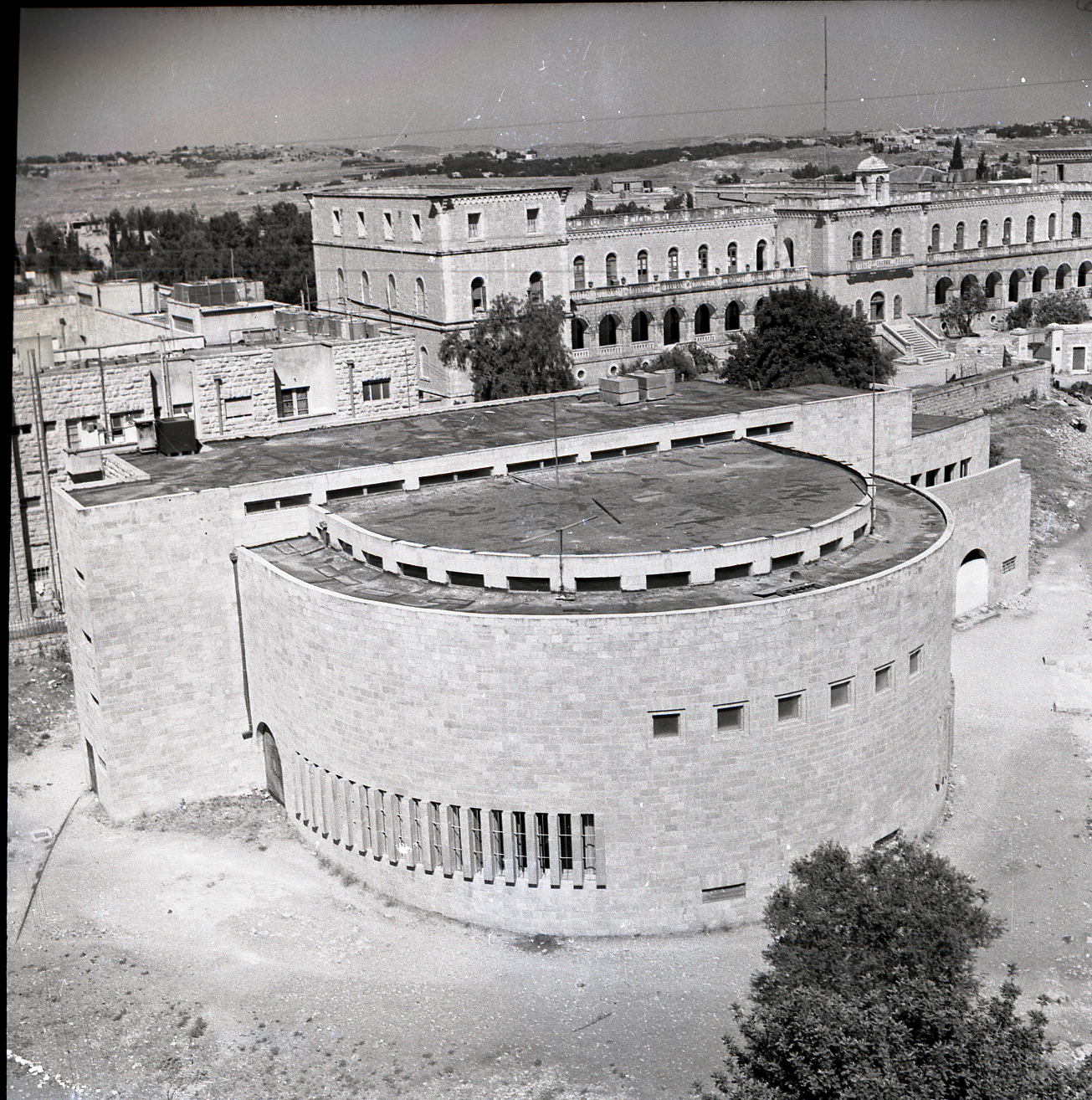
Jeschurun-Synagoge (Jerusalem, 1935)
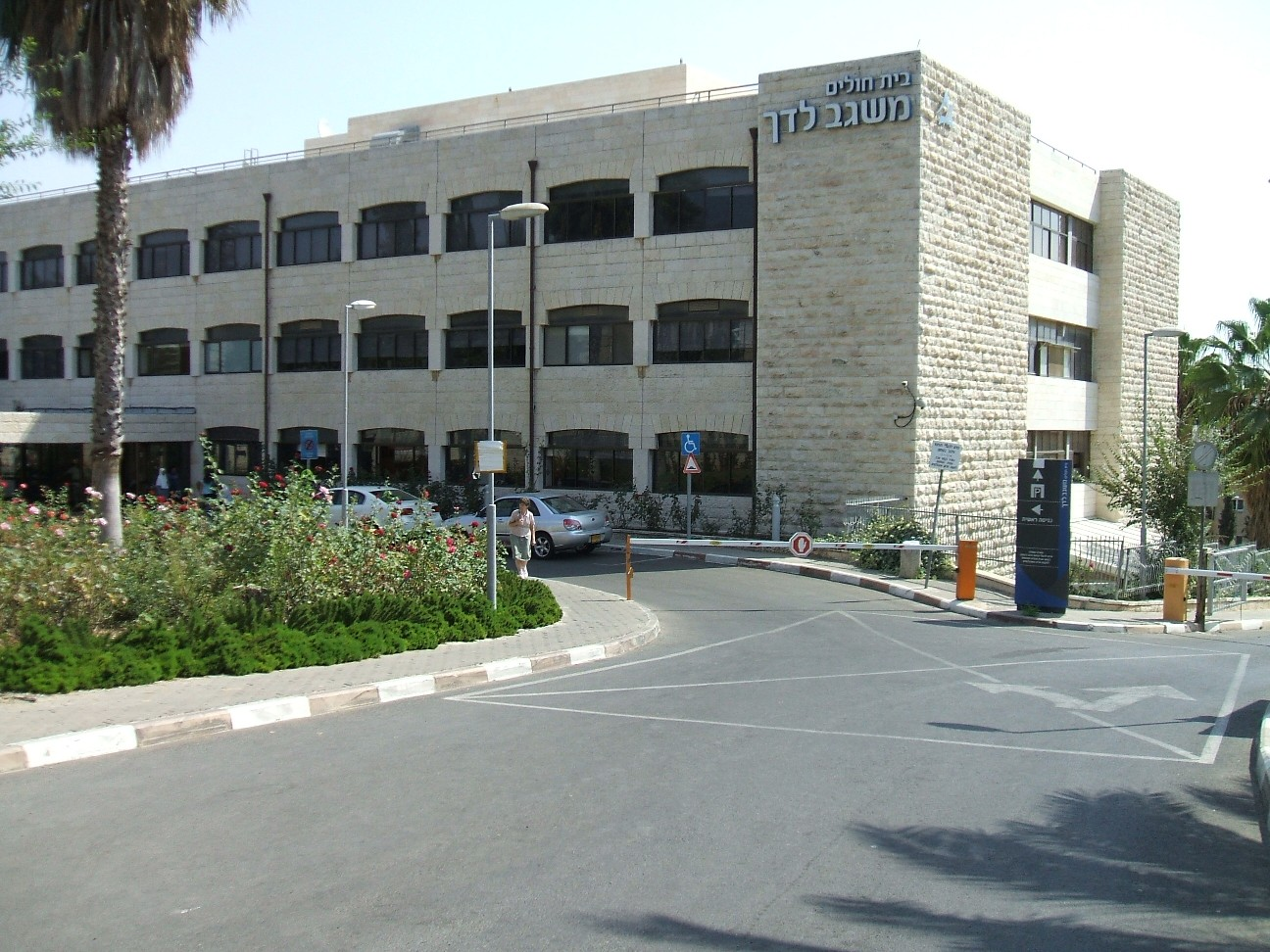
Misgav Ladakh (Jerusalem)